# 구마모토시 노면전차 다사키선
다사키선(일본어: 田崎線)은 일본 구마모토현 구마모토시 니시구의 다사키바시 정류장과 구마모토에키마에 정류장을 잇는 구마모토시 교통국이 운영하는 노면 전차 노선이다.

## 노선 정보
- 노선 거리(영업 거리): 0.6 km
- 궤간: 1,435mm
- 정류장 수: 3(기.종점 포함)
- 복선화 구간: 구마모토에키마에 - 니혼기구치간 복선, 니혼기구치간 - 다사키바시간 일부 단선
- 전철화 구간: 전 구간 전철화(직류 600V)

## 운행 형태
- ■ A 계통: (다사키바시 - 겐군마치) - 다사키바시선 전 구간을 4분~7분 간격으로 운행

## 역사
- 1959년 12월 24일: 구마모토에키마에 - 다사키바시 간이 개업
- 2010년 4월 26일: 전 노선을 사이드 베이션화

## 역 목록
- 전 노선 구마모토시 니시구에 소재

| 정류장 번호 | 역명             | 일어 역명 | 역간 거리 | 누계 거리 | 접속 노선                                                                            |
| ----------- | ---------------- | --------- | --------- | --------- | ------------------------------------------------------------------------------------ |
| 1           | 다사키바시       | 田崎橋    | 0.2       | 0.5       |                                                                                      |
| 2           | 니혼기구치       | 二本木口  | 0.3       | 0.3       |                                                                                      |
| 3           | 구마모토에키마에 | 熊本駅前  | -         | 0.0       | 구마모토시 교통국 노면 전차 간선 규슈 여객철도 가고시마 본선 · 호히 본선(구마모토역) |